# Aszot I
Aszot I (orm. Աշոտ I; ur. ok. 820, zm. 890) – pierwszy król Armenii z dynastii Bagratydów. 

## Życiorys
W roku 862 kalif Al-Musta'in ogłosił Aszota księciem Armenii. W roku 863 Aszot wziął udział w Bitwie Czterdziestu. 
W roku 886, przez kolejnego kalifa został uznany za króla. Tytuł uznał także cesarz bizantyjski Bazyli I Macedończyk, przez niektórych uważany za Ormianina. Przysłał koronę i podarunki, zaś sam Aszot odwiedził Konstantynopol w czasie gdy na tamtejszym tronie zasiadał już nowy władca, Leon VI Filozof. Podczas wizyty król zawarł układ z cesarzem, zgodnie z którym, bizantyjskie wojska zostały wysłane by bronić Armenii, zaś ormiańskie kontyngenty miały wspomagać Bizancjum w Bułgarii. Niedługo potem, w drodze do domu, Aszot zmarł. Został pochowany w Bagaranie. 
Kolejnym królem w roku 890 został jego syn Symbat I Męczennik.

## W kulturze
Seria Crusader Kings - jednym z grywalnych władców w tej serii gier wideo jest Ashot Bagrationi, przedstawiony jako król Księstw Ormiańskich (ang. "Armenian Principalities").